# Enebakk
Enebakk là một đô thị ở hạt Akershus, Na Uy.
Enebakk đã được lập thành một đô thị ngày 1/1/1838 (xem formannskapsdistrikt).
Enebakk được chia thành 4 khu vực Flateby, Kirkebygda, Dalefjerdingen và Ytre Enebakk, gần thủ đô Oslo.
Điểm cao nhất ở Enebakk là Vardåsen, nằm bên các hồ Børtervann và Øyeren, với độ cao 374 m trên mực nước biển.
Enebakk cách Oslo 30 km. 